# Divisione No. 1 (Manitoba)
La Divisione No. 1, o Eastman Region è una divisione censuaria del Manitoba, Canada di 17.476.

## Comunità
- Lac du Bonnet
- Powerview-Pine Falls
- Pinawa